# Lada Granta WTCC
Der Lada Granta WTCC war ein vom russischen Automobilhersteller AwtoWAS entwickelter Tourenwagen, der zwischen 2012 und 2014 in der Tourenwagen-Weltmeisterschaft (WTCC) eingesetzt wurde. Das Fahrzeug basierte auf dem Serienmodell Lada Granta und wurde zunächst nach dem Super-2000-Reglement, später nach dem TC1-Reglement gebaut. Es war das erste Fahrzeug eines russischen Herstellers, das in der modernen WTCC konkurrenzfähig um Siege kämpfen konnte.

## Entwicklungsgeschichte
AwtoWAS hatte bereits 2008 und 2009 erste Einsätze in der WTCC mit dem Modell Lada 110 und später der Lada Priora. Aufgrund mangelnder Wettbewerbsfähigkeit und Ressourcen zog sich das Werksteam jedoch 2010 zurück. Im Jahr 2012 erfolgte die Rückkehr mit dem neu entwickelten Granta WTCC, zunächst in limitierter Werksunterstützung. Ab 2013 trat das Team unter dem Namen Lukoil Lada Sport offiziell mit einem Vollzeitprogramm an.
In der Saison 2014 wurde der Lada Granta WTCC umfassend überarbeitet, um den Anforderungen des neuen TC1-Reglements der FIA zu entsprechen. Dieses Reglement brachte tiefgreifende technische Veränderungen für die Fahrzeuge der Tourenwagen-Weltmeisterschaft mit sich, darunter größere Freiheiten bei der Gestaltung von Karosserie und Aerodynamik sowie leistungsstärkere Motoren und größere Räder.
Im Zuge dieser Anpassungen erhielt der Granta WTCC verbreiterte Karosseriekomponenten, die sich deutlich in der auf 1950 mm gewachsenen Fahrzeugbreite widerspiegelten. Die Aerodynamik wurde grundlegend überarbeitet: Neben einem aggressiveren Design kamen ein optimierter Unterboden und ein größerer Heckflügel zum Einsatz, um den erhöhten Anforderungen an den Abtrieb gerecht zu werden.
Auch die Radaufhängung wurde neu konstruiert, um das Fahrverhalten und die Fahrdynamik auf dem höheren Leistungsniveau zu verbessern. Die Vorder- und Hinterachse setzten dabei auf MacPherson-Federbeine, die speziell für die neuen Belastungen angepasst wurden.
Die technische Entwicklung des Fahrzeugs erfolgte weiterhin in enger Zusammenarbeit mit dem französischen Motorsportdienstleister ORECA, der insbesondere für die Entwicklung des 1,6-Liter-Turbomotors und weiterer Schlüsselkomponenten verantwortlich war. Durch diese Maßnahmen konnte Lada mit dem Granta WTCC ein konkurrenzfähiges Fahrzeug für die neue TC1-Ära der WTCC bereitstellen, das 2014 mit drei Werksfahrern an den Start ging.

## Technische Daten

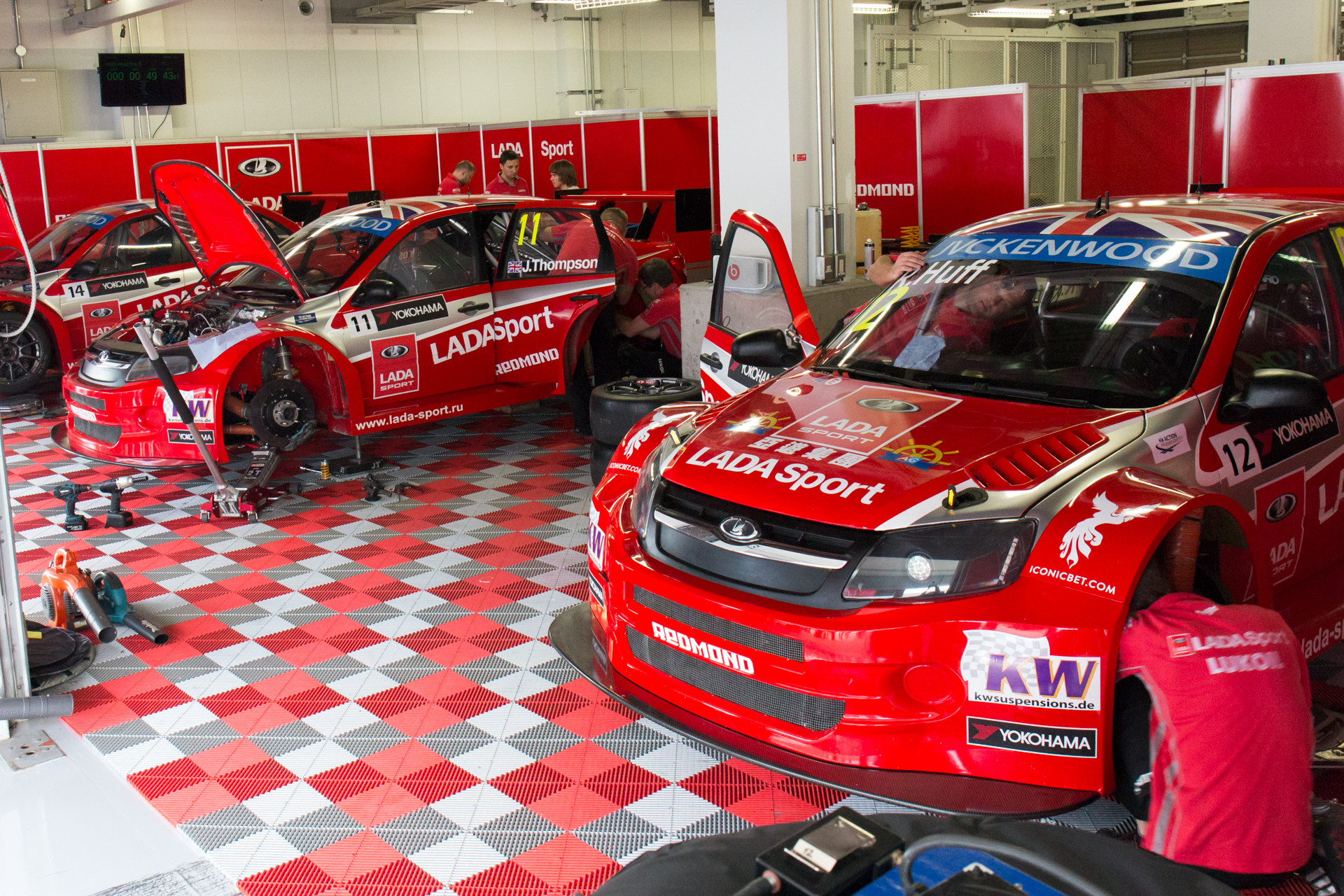
Boxengasse mit zwei Lada Granta beim WTCC in Japan 2014.

Technische Daten des Lada Granta WTCC:
| Merkmal              | Wert                                           |
| -------------------- | ---------------------------------------------- |
| Automodell           | Lada Granta (4-Türer)                          |
| Motor                | 1,6-Liter-Turbomotor, 4 Zylinder, 16 Ventile   |
| Hubraum              | 1597 cm³                                       |
| Bohrung × Hub        | 83,05 mm × 73,7 mm                             |
| Verdichtung          | 12,5:1                                         |
| Motormanagement      | Magneti Marelli                                |
| Leistung (geschätzt) | 280 kW (380 PS)                                |
| Max. Drehzahl        | 8500/min                                       |
| Antrieb              | Frontantrieb (FF)                              |
| Getriebe             | Sequentielles 6-Gang-Getriebe (Hewland)        |
| Kupplung             | Doppelte Kupplungsscheiben aus Kohlefaser (AP) |
| Radaufhängung v/h    | MacPherson-Federbeine                          |
| Lenkung              | Hydraulisch unterstützte Zahnstangenlenkung    |
| Bremsen vorne        | 4-Kolben, belüftete Stahlscheiben (378,5 mm)   |
| Bremsen hinten       | 2-Kolben, belüftete Stahlscheiben (280 mm)     |
| Reifen               | Yokohama                                       |
| Länge                | 4479 mm                                        |
| Breite               | 1950 mm                                        |
| Radstand             | 2556 mm                                        |
| Basisgewicht         | 1100 kg (inkl. Fahrer)                         |

## Renneinsätze und Erfolge

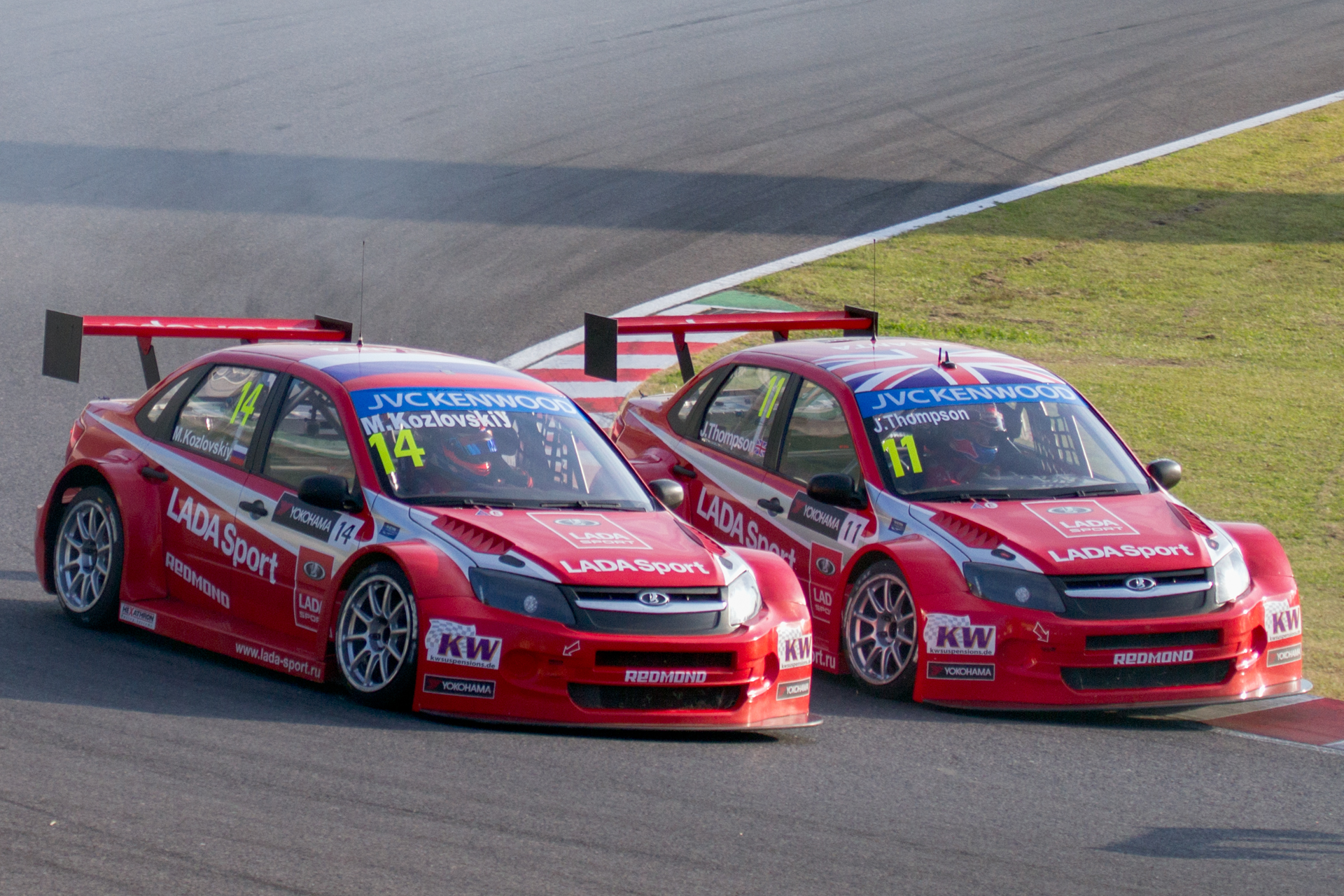
Mikhail Kozlovskiy and James Thompson 2014 WTCC in Japan.

Der Lada Granta WTCC wurde 2012 zunächst in ausgewählten Rennen eingesetzt, darunter beim Debüt in Budapest.
Ein Vollzeitprogramm startete 2013 mit den Fahrern James Thompson und Mikhail Koslovskiy. Die ersten Punkteplatzierungen gelangen dem Team im Verlauf der Saison 2013, mit besten Resultaten auf heimischem Boden in Moskau.
Der größte Erfolg kam 2014, als Lada mit Rob Huff erstmals ein WTCC-Rennen gewinnen konnte – beim Guia Race in Macau. Bereits zuvor war Huff in Argentinien auf das Podium gefahren. Der Lada Granta war somit das erste russische Fahrzeug mit einem WTCC-Sieg.

### Rennergebnisse 2014 (Auswahl)
| Grand Prix  | Rennen | Platzierung | Fahrer   |
| ----------- | ------ | ----------- | -------- |
| Argentinien | Lauf 2 | 2. Platz    | Rob Huff |
| Macau       | Lauf 2 | 1. Platz    | Rob Huff |

## Nachfolger
Ab der Saison 2015 wurde der Lada Granta WTCC durch den Lada Vesta WTCC ersetzt, der auf dem neuen Serienmodell Vesta basierte und ebenfalls nach TC1-Reglement aufgebaut war. Der Vesta sollte eine bessere aerodynamische Plattform und größere Entwicklungsreserven bieten.